# Sant Gregori d'Osor
Sant Gregori d'Osor és una capella d'Osor (la Selva) inclosa a l'Inventari del Patrimoni Arquitectònic de Catalunya. La capella està ubicada en el cim de Sant Gregori de Turonal, el qual limita els termes d'Osor i la Cellera de Ter, prop dels cims de Sant Gregori i el Puigdefrou. Es troba en un emplaçament privilegiat que proporciona unes magnífiques vistes al visitant.

## Descripció
La capella de Sant Gregori d'Osor es tracta d'una petita construcció d'una sola nau rectangular i capçada amb un absis semicircular. Està coberta amb una teulada a dues aigües de vessants i laterals i rematada amb un campanar d'espadanya d'un sol ull i amb campana. Corona el campanar una creu de ferro forjat.
L'accés a la capella està resguardat per un atri amb una gran obertura d'arc de mig punt. A l'interior d'aquest s'hi troba un portal d'accés d'arc de mig punt equipat amb unes grans dovelles de pedra, les quals estan molt ben treballades i desbastades. A sobre del portal hi ha un ull de bou cobert amb un enreixat de ferro forjat.
La capella es troba en bon estat de conservació, ja que a simple vista no hi ha cap element perillós que faci perillar la seva integritat. Darrere la capella hi ha una construcció peculiar com és la popular Piràmide d'en Vinyes.

## Història
La capella de Sant Gregori d'Osor es coneix des de l'any 1632. Pels anys 1900 estava en ruïnes i només quedava dreta una part de la paret de ponent, el 1941 per l'impuls del doctor Ramon Vinyes Triadó (1889-1978, veí d'Anglès i usufructuari de la finca de mas les Romagueres) aprofitant la paret que va quedar dreta se'n va construir una de petitona al cantó de ponent. El recinte de l'antiga capella és actualment un muret de 40 cm que fa de pati. El juliol de 1948, amb les pedres que li van sobrar va construir la piràmide. L'any 1986 va quedar immatriculada per l'Església catòlica.